# Clé à queue-d'aronde

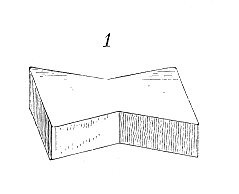
Clé à queue-d'aronde.

Une clé à queue-d'aronde, quelquefois « clavette à queue-d'aronde » ou tout simplement « aronde » (en anglais dovetail key, dutchman Joint, ou butterfly joint) est une pièce d'assemblage, constituée de deux queues-d'aronde connectées par leur partie la plus étroite. Un négatif ou mortaise est découpé dans l'objet de l'assemblage où le papillon sera placé, la clé à queue-d'aronde est ensuite ajustée, et maintient l'assemblage. La clé à queue-d'aronde peut être vue comme un tenon à deux bouts, typique des assemblages à clé.
La clé à queue-d'aronde se retrouve à différentes époques, associée à différents matériaux, en métal (fer, bronze, plomb), en bois ou en pierre :
- Les constructions antiques en pierre de grand appareil faisaient usage de clés à queue-d’aronde en bois, en plomb ou en bronze en remplacement du mortier;
- Une clé à queue-d'aronde, est un type de jonction utilisé en menuiserie pour maintenir deux ou plusieurs planches en bois ensemble ou pour maintenir les deux moitiés d'une planche qui ont déjà commencé à se séparer.  Ils peuvent également être utilisés pour stabiliser le noyau d'un trou de nœud, l'empêchant de tomber avec le temps. Les clés à queue-d'aronde sont également couramment utilisés comme incrustations décoratives à des fins esthétiques non structurelles[4]. Le bois utilisé pour la clé à queue-d'aronde est généralement un bois contrastant, souvent du noyer.

## Histoire

### Menuiserie
L’usage des languettes et embrèvements étant peu commun dans la menuiserie antérieure au XVe siècle, les membrures des huis, les madriers, sont souvent réunis par des queues-d’aronde entaillées à mi-bois (assemblage chant sur chant, à plat-joint).
Les clés à queue-d'aronde ont de tout temps été utilisées dans les joints décoratifs et structuraux. Ils ont été largement utilisés dans la construction des bateaux de Dahchour au Caire, un type de Barque solaire de Khéops du Moyen Empire,. Au XVIIIe siècle, ils étaient également utilisés traditionnellement pour réparer les fissures des dessus de table hollandais. C’est de là que vient le terme joint hollandais. La clé à queue-d'aronde a été installée en travers d'une fissure pour stabiliser et empêcher tout mouvement ultérieur de la fissure. 

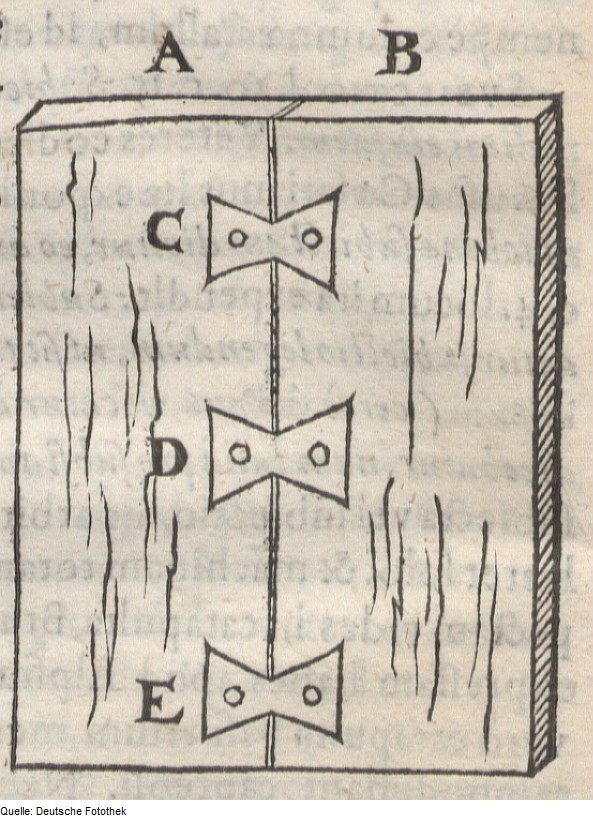
Clés à queue-d'aronde
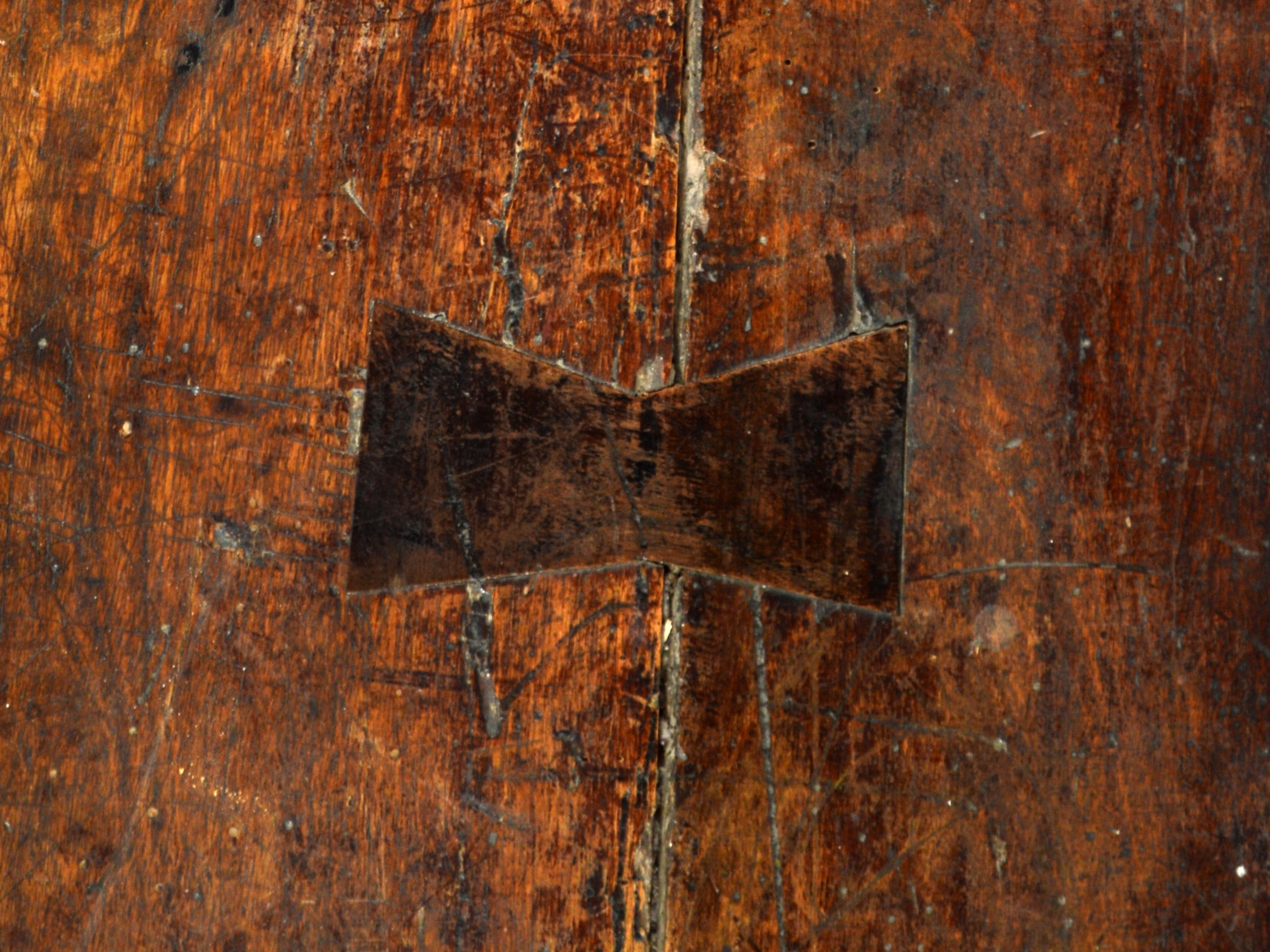
Clé à queue-d'aronde

### Constructions antiques en pierre
Cette espèce de crampon a été employée de toute antiquité. Lorsqu’on déposa l’obélisque de Louxor pour le transporter en France, Viollet-le-Duc rapporte que l'on trouva sous le lit inférieur de ce bloc de granit une queue-d’aronde en bois qui y avait été incrustée dans l’origine pour prévenir la rupture d’un fil. Dans les fragments de constructions antiques dont on s’est servi à l’époque gallo-romaine pour élever des enceintes de villes, on rencontre souvent des entailles qui indiquent l’emploi fréquent de queues-d’aronde en fer ou en bronze. Viollet-le-Duc indique qu'il en a trouvé en bois dans des constructions romanes de la première époque. Quelquefois aussi la bascule des chapiteaux des colonnes engagées, cantonnant des piles carrées, des XIe siècle et XIIe siècle, est maintenue postérieurement par une fausse coupe en queue-d’aronde. Il en est de même pour les corbeaux.
Le Mur païen du mont Sainte-Odile ainsi que celui du Château du Frankenbourg sont liaisonnés par de tels moyens.

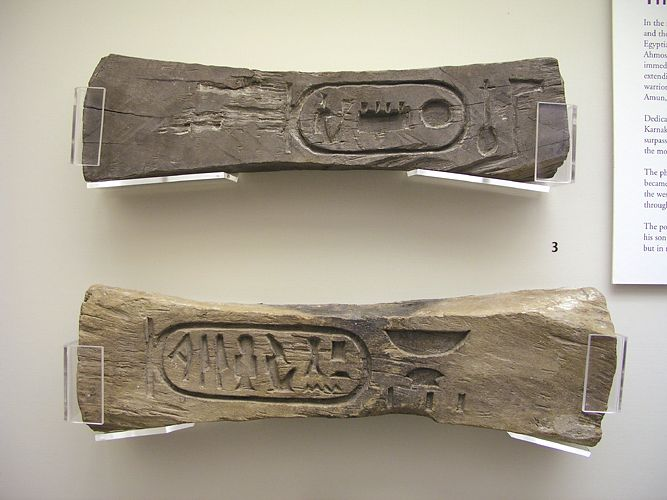
Clé à queues-d'aronde en bois, temple de Séthi Ier (Abydos).
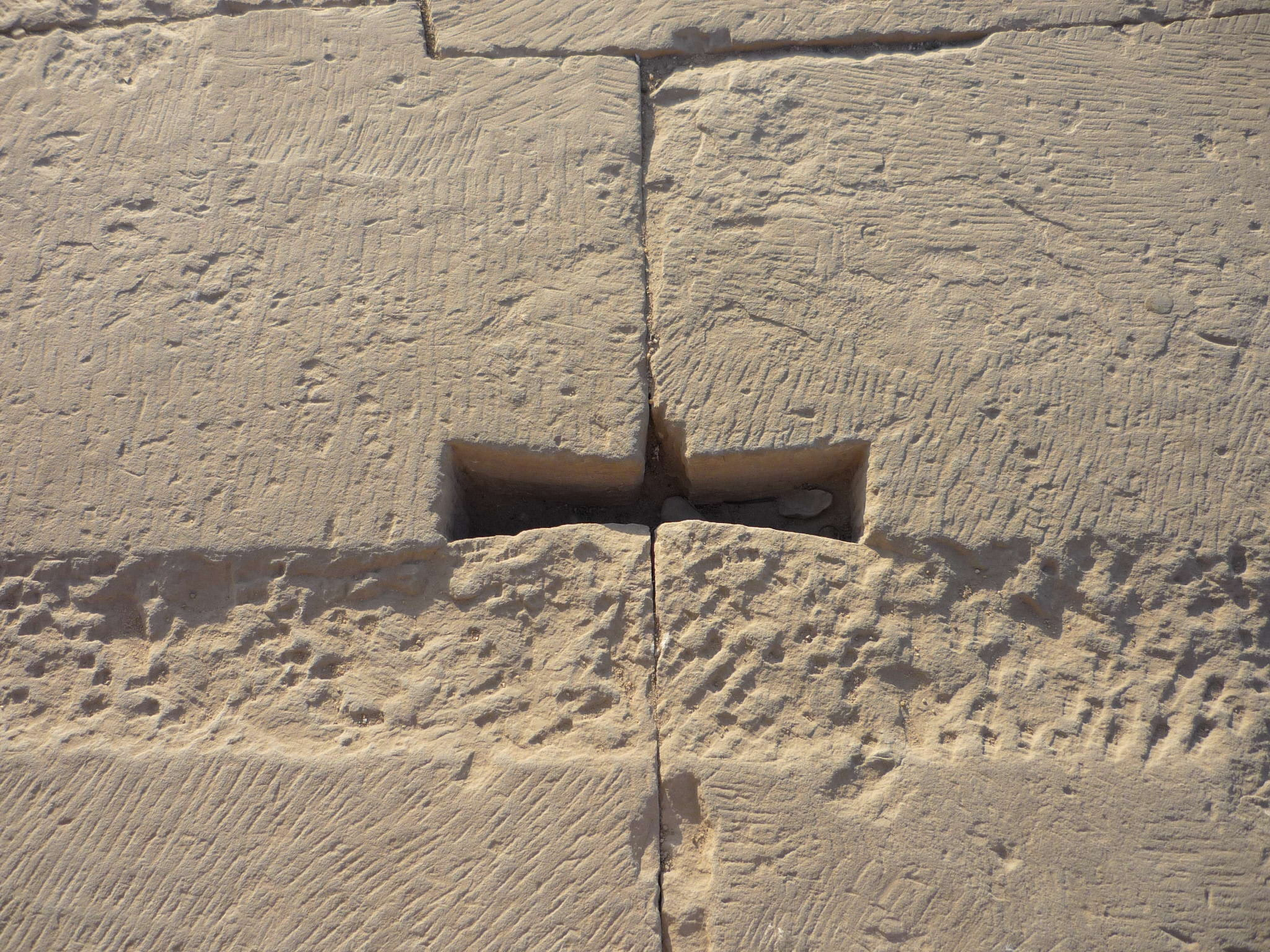
Réservation d'une clé, mur d'enceinte ouest, temple de Kôm Ombo, Égypte.
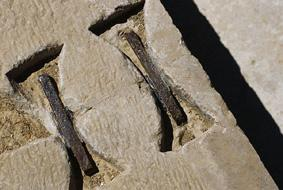
Agrafes scellées à l'endroit d'une clé à queue-d'aronde (Pasargades).
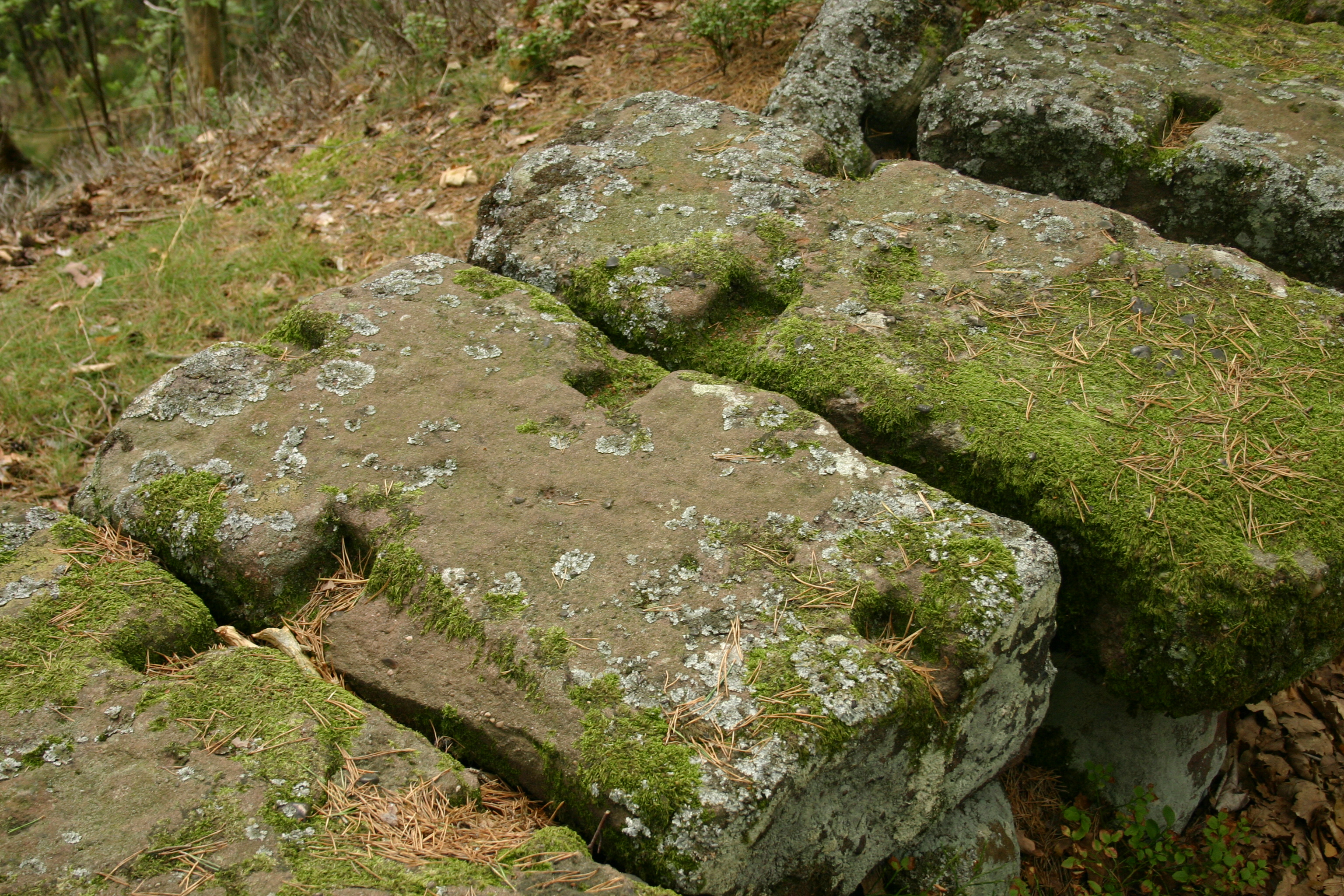
Mur païen du mont Sainte-Odile, réservation des clés.
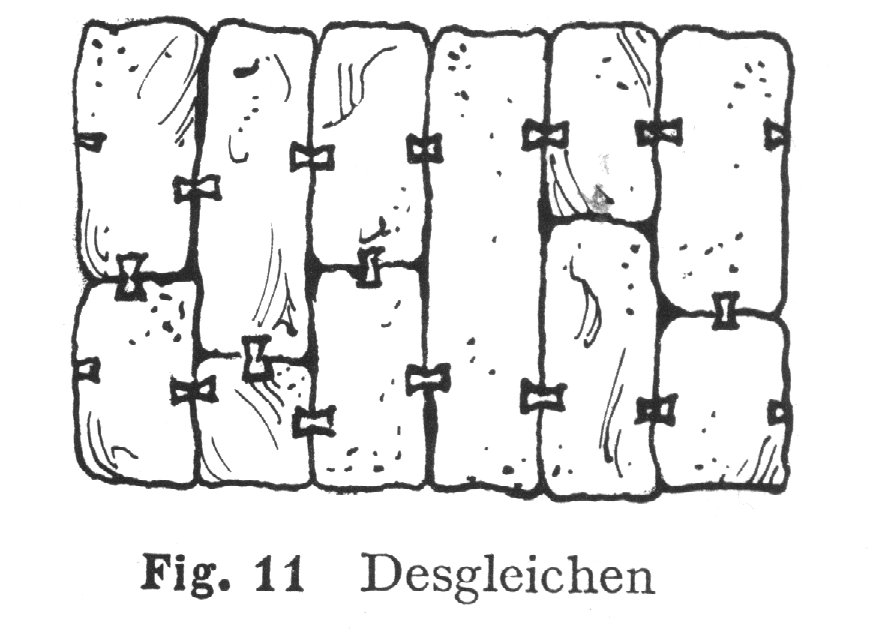
Mur païen du mont Sainte-Odile, plan de liaisonnement en queue-d'aronde.
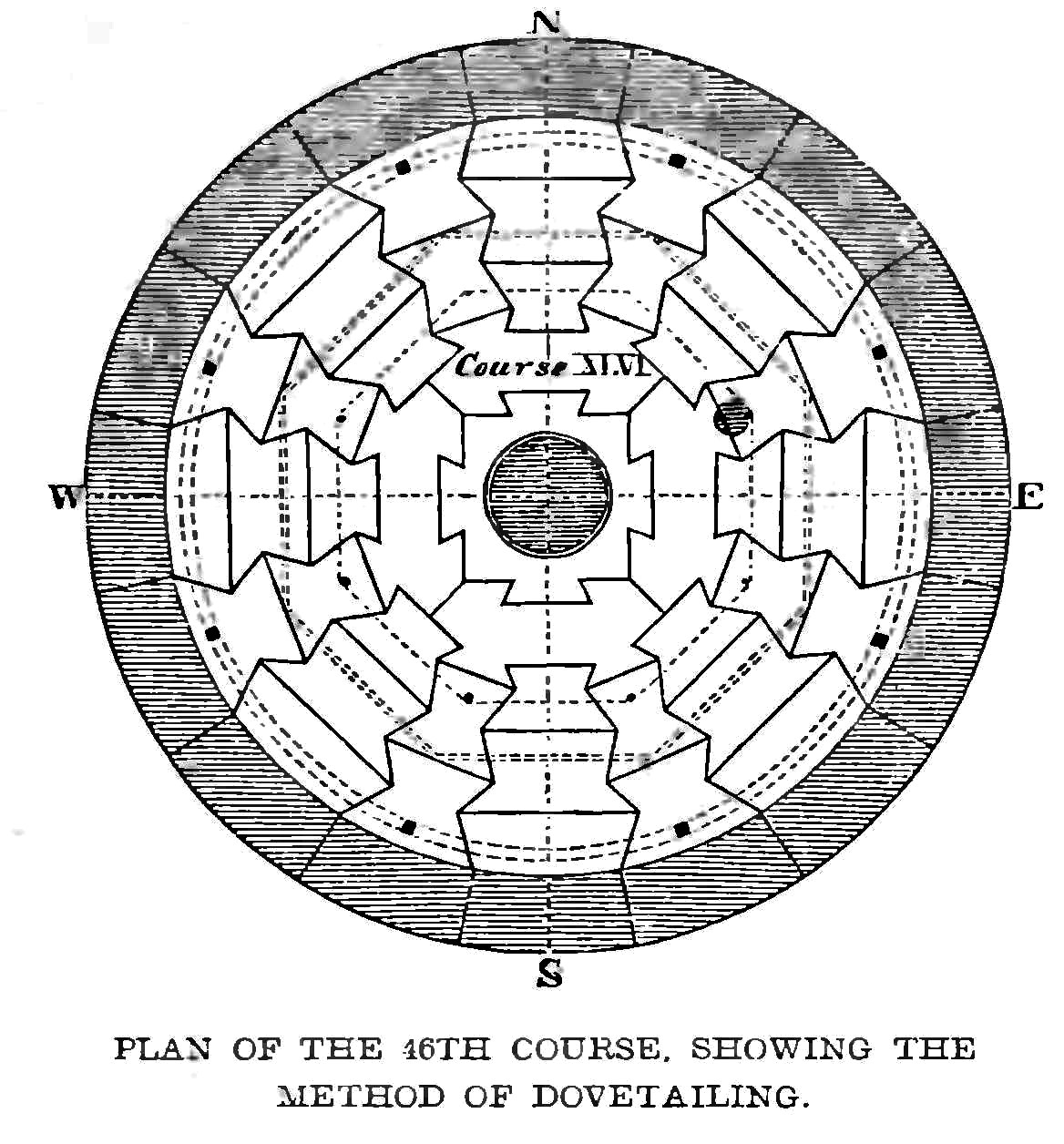
Coupe transversale du Phare d'Eddystone, conçu par John Smeaton, au large de Plymouth en Angleterre, illustrant la conception innovante en queue-d'aronde pour résister à la force de la mer.

## Utilisation moderne
Les clés à queue-d'aronde décoratives contemporaines sont couramment vues et associées au travail de George Nakashima (en).